# إيرني كالفرلي
إيرني كالفرلي (بالإنجليزية: Ernie Calverley)‏ مواليد 30 يناير 1924 في بوتكيت - الوفاة 20 أكتوبر 2003، كان لاعب كرة سلة أمريكي أصبح مدرباً. بدأ مسيرته الاحترافية في سنة 1946. حمل الرقم 3. بلغ طوله 5 قدم 10 بوصة (1.8 م). اعتزل اللعب في 1949.

## روابط خارجية
- إيرني كالفرلي على موقع إن بي أي (الإنجليزية)
- إيرني كالفرلي على موقع سبورتس رفرنس (الإنجليزية)
- إيرني كالفرلي على موقع ريلجم (الإنجليزية)
- إيرني كالفرلي على موقع بروبوليرز (الإنجليزية)
- إيرني كالفرلي على موقع كلية كرة السلة في سبورتس رفرنس.كوم (الإنجليزية)